# Rabenkirchen-Faulück
Rabenkirchen-Faulück (duń. Ravnkær-Fovlløk) – miejscowość i gmina w Niemczech w kraju związkowym Szlezwik-Holsztyn, w powiecie Schleswig-Flensburg, wchodzi w skład urzędu Kappeln-Land.